# ФК Паниониос
„Панио́ниос“ (на гръцки: Πανιώνιος Γυμναστικός Σύλλογος Σμύρνης — Panionios Gymnastikos Syllogos Smyrnis) – гръцки футболен клуб, базиращ се в атинското предградие Неа Смирна.

## Успехи
Национални:
- Гръцка Лига:
  -  Вицешампион (2):

1950/51, 1970/71
- Купа на Гърция:
  -  Носител (2):

1978/79, 1997/98
- -  Финалист (4):

1951/52, 1960/61, 1966/67, 1988/89
Международни:
- Балканска купа:
  -  Носител (1):

1970/71
- -  Финалист (1):

1985/86
- Купа на носителите на купи (КНК):
  - Четвъртфиналист (1):

1998/99

## Български футболисти
- Тодор Барзов: 1984/86 - (51 мача - 22 гола)
- Красимир Чомаков: 2000/01 - (10 мача - 0 гола)
- Милен Георгиев: 2001/02 - (8 мача - 0 гола)